# Cookley, Suffolk
Cookley är en by och en civil parish i distriktet East Suffolk, Suffolk, England. Civil parish har 100 invånare (2001). Byn nämndes i Domedagsboken (Domesday Book) år 1086, och kallades då Cokel(e)i. Den har en kyrka.